# J Dilla
James Dewitt Yancey (7 de febrero de 1974 - 10 de febrero de 2006), más conocido como J Dilla o Jay Dee, fue un productor musical, rapero y disc-jockey estadounidense surgido de la escena del hip-hop underground de Detroit, Míchigan, en los años noventa.

## Carrera
Fue descubierto a mediados de los años noventa por Amp Fiddler (Parliament/Funkadelic), músico también de Detroit, que le informa a Q-Tip de A Tribe Called Quest que hay un muchacho en su ciudad que está realizando unas producciones asombrosas con pocos medios. Tip queda maravillado por su música, y le ofrece entrar a formar parte de The Ummah, el equipo de producción de A Tribe Called Quest, donde elaborará durante los siguientes años producciones para distintos artistas junto con el mismo Q-Tip y Ali Shaheed Muhammad. Por la misma época funda junto a dos amigos de la infancia, Baatin y T3, Slum Village, grupo que publica su debut oficial Fantastic, Vol. 2 finalmente en 2000 tras años de postergaciones, después de lo cual Jay Dee lo abandonará para centrarse en su carrera en solitario. En 2001 cambia su nombre artístico de Jay Dee a J Dilla y llega Welcome to Detroit bajo el sello BBE, un disco producido íntegramente por él, y que mostró al mundo a algunos de los máximos talentos del underground de su ciudad. Dos años después se traslada desde su ciudad natal a Los Ángeles para unirse al sello Stones Throw, y crea el dueto Jaylib con Madlib. El grupo publica en 2003 Champion Sound, doble álbum recibido con críticas entusiastas. 
A pesar de preferir el trabajo incansable en el anonimato a la fama, Jay Dee produjo a lo largo de los años para artistas como Jay-Z, Busta Rhymes, The Pharcyde, Q-Tip, Common, De La Soul, D'Angelo y Erykah Badu. Su último trabajo es un LP titulado Jay Stay Paid.

## Fallecimiento
Su carrera terminó abruptamente con su muerte, el 10 de febrero de 2006, tras las complicaciones derivadas de la púrpura trombocitopénica trombótica que padecía.

## Discografía

### Álbumes
- Slum Village - Fantastic, Vol. 1 (1996)
- Slum Village - Fantastic, Vol. 2 (2000)
- Jay Dee - Welcome to Detroit (2001)
- J Dilla - Ruff Draft (2003)
- Jaylib - Champion Sound (2003)
- J Dilla - Donuts (2006)
- J Dilla - The Shining (2006)
- J Dilla - Jay Stay Paid (2009)

### Producciones
- The Pharcyde - Labcabincalifornia (1995)
- A Tribe Called Quest - Beats, Rhymes and Life (1996)
- De La Soul - "Stakes Is High" de Stakes Is High (1996)
- A Tribe Called Quest - The Love Movement (1998)
- Bizarre - "Butterfly" de Attack of the Weirdos (1998)
- Q-Tip - Amplified (1999)
- Common - Like Water for Chocolate (2000)
- De La Soul - "Thru Ya City" (2000)
- Erykah Badu - Mama's Gun (2000)
- Busta Rhymes - Genesis (2001)
- Slum Village - Trinity (Past, present and Future) (2002)
- De La Soul - "Much More" b/w "Shoomp" (2003)
- Brother Jack McDuff - "Oblighetto (J Dilla Remix)" (2004)
- M.E.D. - Push Comes to Shove (2005)
- Common - Be (2005)
- Lawless Element - Soundvision: In Stereo (2005)
- Illa J - "Yancey Boys"(2008)
- Dilla Ghost DOOM  (en colaboración con Ghostface Killah y MF DOOM) - Sniper Elite/Murder Goons (2008)
- MF DOOM - Lightworks (2008)
- MF DOOM - Gazzillion Ear (2008)
- Busta Rhymes & Q-Tip ft. Talib Kweli - Lightworks (2013)

### En inglés
- J Dilla en Stones Throw Records
- J Dilla en Discogs
- Jay Dee/J Dilla en BBE Music
- Remembering Jay Dee (prefixmag Feature)
- "Jay Dee's last days"
- Real Detroit Weekly Feature on Jay Dee
- Jay Dee Feature on TheRootsLive.com
- "Jay Dee - producer for Common, Busta and Tribe - dies"
- Allmusic.com article
- J Dilla's MySpace Profile
- "Rhythm for days"

- Datos: Q352218